# Ємельянов Дор
Ємелья́нов Дор (рос. Емельянов Дор) — присілок у складі Кічменгсько-Городецького району Вологодської області, Росія. Входить до складу Городецького сільського поселення.

## Населення
Населення — 55 осіб (2010; 92 у 2002).
Національний склад (станом на 2002 рік):
- росіяни — 100 %